# Arundinella longispicata
Arundinella longispicata là một loài thực vật có hoa trong họ Hòa thảo. Loài này được B.S.Sun mô tả khoa học đầu tiên năm 1999.